# Serra de la Bona Mossa
La Serra de la Bona Mossa és una serra situada entre els termes municipals de Baix Pallars (antic terme de Peramea) i Soriguera (antic terme d'Estac), a la comarca del Pallars Sobirà.
Té una elevació màxima de 1.180,6 metres, amb l'extrem sud-oriental a l'alçada del punt quilomètric 290 de la carretera N-260. El nou traçat d'aquesta carretera travessa la Serra de la Bona Mossa pel Túnel de Costoia, mentre que el traçat vell anava a cercar l'extrem de llevant de la serra, a toca de la Noguera Ribagorçana. Als peus de la serra, ran del riu, hi ha el Tros de la Borda. Pel costat sud-occidental de la serra davalla el Barranc de l'Espital d'Erta. L'extrem nord-oest és, alhora, el punt superior de la serra, al Tossal Gros.